# Janusz Stanisław Iliński
Janusz Stanisław Iliński herbu Lis (ur. w 1765 w Romanowie, zm. 26 lipca 1792 pod Markuszowem) – generał inspektor kawalerii narodowej koronnej, szambelan królewski od 1789 roku.
W 1785 został szambelanem króla Stanisława II Augusta. Kupił rotmistrzostwo 12. chorągwi Kawalerii Narodowej w II brygadzie Rocha Jerlicza. 8 czerwca 1789 został generalnym inspektorem kawalerii. Odznaczony Orderem Świętego Stanisława i w 1790 Orderem Orła Białego. Był posłem na Sejm Czteroletni z województwa kijowskiego w 1790. Zwolennik konstytucji 3 maja, członek Zgromadzenia Przyjaciół Konstytucji Rządowej. Członek Sztabu Generalnego Wojska Koronnego w 1792 roku. W czasie wojny polsko-rosyjskiej w 1792 przybył do kwatery księcia Józefa Poniatowskiego w Kurowie już w momencie zawieszenia broni. Wdał się jednak w potyczkę z kozakami pod Markuszowem, gdzie zginął.